# Львиный переулок (Санкт-Петербург)
Льви́ный переулок — переулок в Адмиралтейском районе Санкт-Петербурга. Проходит от улицы Декабристов до набережной Канала Грибоедова.

## История названия
С 1798 по 1809 год назывался Офицерский переулок, название дано по Офицерской улице. Затем некоторое время переулок не имел названия. С 1836 года именовался Мариинский переулок, по находящемуся рядом Мариинскому институту (дом 99 по каналу Грибоедова).
Современное наименование Львиный переулок присвоено 5 марта 1871 года, дано по находящемуся в створе переулка Львиному мосту через канал Грибоедова.

## История
Переулок возник в конце XVIII века.

## Достопримечательности
- Львиный мост